# Observatório do Pico dos Dias
Das Observatório do Pico dos Dias (OPD) ist ein Sternwarte des Laboratório Nacional de Astrofísica (LNA) in Brasilien.  Es befindet sich in den südlichen Minas Gerais, 37 km entfernt von Itajubá. 
Die Sternwarte verfügt über fünf Spiegelteleskope (siehe Tabelle). Einer der 0,6 m Cassegrain-Reflektoren wurde vom VEB Carl Zeiss Jena gefertigt und im Rahmen eines Vertrages zur Lieferung von Bildungs-/Forschungsmitteln von 1969 bereits in den 1970er Jahren geliefert, aber erst 1983 am Observatorium installiert. Der 0,6 m Ritchey-Chrétien-Reflektor von Boller & Chivens wurde 1992 in Zusammenarbeit der LNA mit dem Institut für Astronomie und Geophysik der Universität von São Paulo vom Standort Valinhos an das OPD verlegt. Diese Entscheidung resultierte aus der stetig ansteigenden Lichtverschmutzung in der Region São Paulo.
Das Observatorium verfügt über mehrere Spektrografen, darunter ein LHIRES III und ein Echelle-Spektrograf „MUSICOS“.

## Teleskope

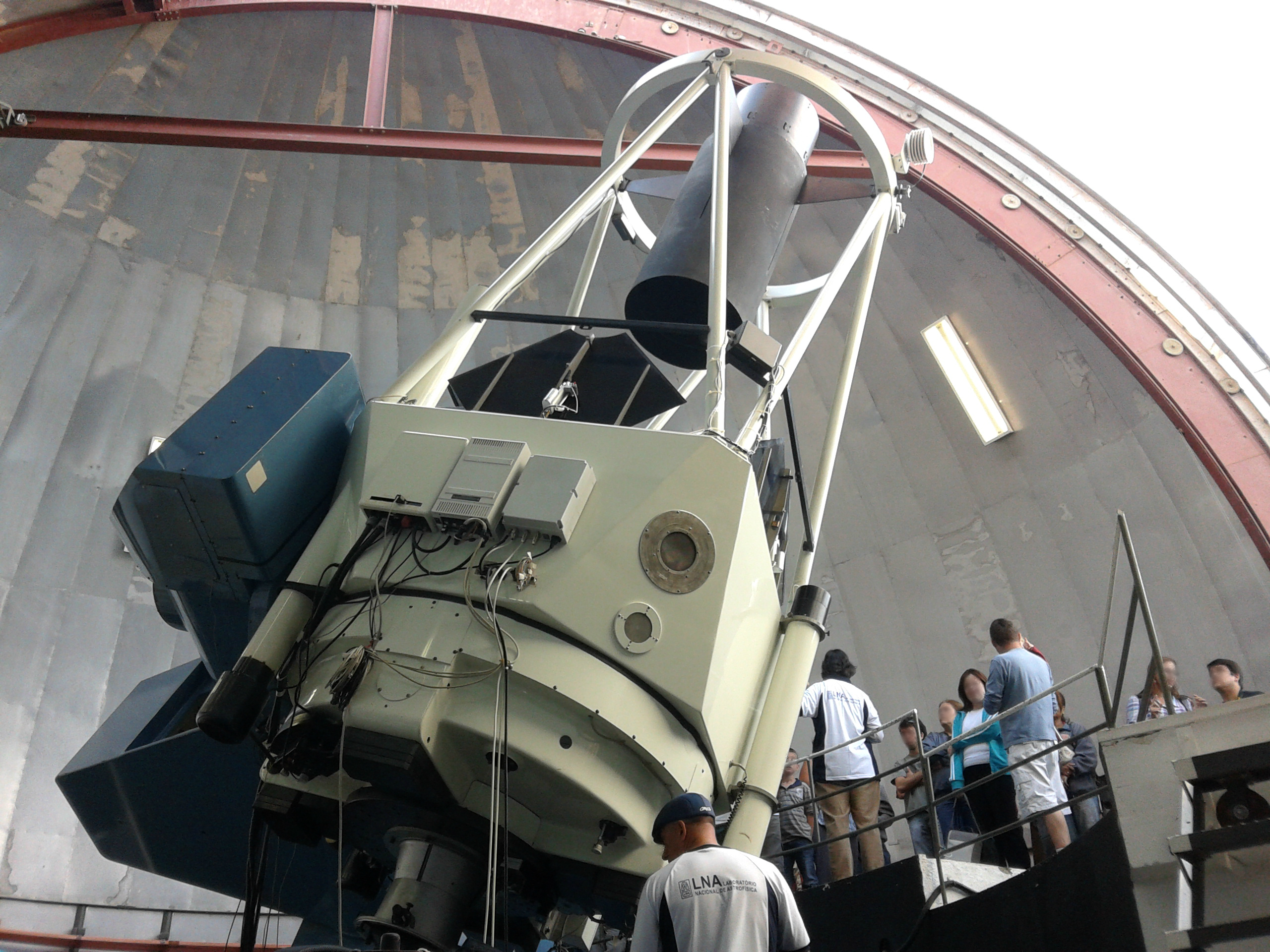
Großer 1,6 m Ritchey-Chrétien-Reflektor

| Teleskop-Bauart            | Spiegeldurchmesser | Öffnungsverhältnis | Hersteller          | Jahr der Installation | Einsatzgebiete                                         |
| -------------------------- | ------------------ | ------------------ | ------------------- | --------------------- | ------------------------------------------------------ |
| Ritchey-Chrétien-Reflektor | 1,6 m              | f/10               | Perkin-Elmer        | 1981                  | Photometrie, Polarimetrie und Spektroskopie            |
| Cassegrain-Reflektor       | 0,6 m              | f/12,5             | VEB Carl Zeiss Jena | 1983                  | Photometrie und Polarimetrie                           |
| Ritchey-Chrétien-Reflektor | 0,6 m              | f/13,5             | Boller & Chivens    | 1992                  | Photometrie und Polarimetrie                           |
| Cassegrain-Reflektor       | 0,406 m            | f/10               | Meade Instruments   | k. A.                 | k. A.                                                  |
| Cassegrain-Reflektor       | 0,75 m             | k. A.              | Roscosmos           | 2017                  | Monitoring von Weltraumschrott, Asteroiden und Kometen |

## Standort
Das ODP liegt in einem ca. 350 ha großen Naturschutzgebiet und ist überwiegend von atlantischen Regenwald umgeben. Das LNA kauft an das Areal des ODP angrenzende Flächen, um Projekte zur Erforschung und Erhalt der Biodiversität mit Hochschulen in Itajubá zu ermöglichen.